# Gamaliel King
Gamaliel King (Shelter Island, Nueva York, 1 de diciembre de 1795-6 de diciembre de 1875) fue un arquitecto estadounidense que ejerció en la ciudad de Nueva York y la ciudad adyacente de Brooklyn, donde fue una figura importante en la arquitectura cívica y eclesiástica de Brooklyn durante varias décadas.

## Carrera
Su práctica comenzó como "constructor" en Brooklyn en la década de 1820: en 1823, él y Joseph Moser recibieron el encargo de construir la Iglesia Episcopal Metodista de York, que se inauguró el 6 de junio de 1824. Al año siguiente, estaba en la calle Pineapple, esquina con Hicks, y "Fideicomisario de la Asociación de Bibliotecarios de Aprendices". En 1826, estaba en la calle Orange, catalogado como constructor, pero en los años siguientes complementó sus ingresos como tendero. Ninguno de sus primeros trabajos se puede identificar hoy, si es que alguna de sus estructuras sigue en pie.

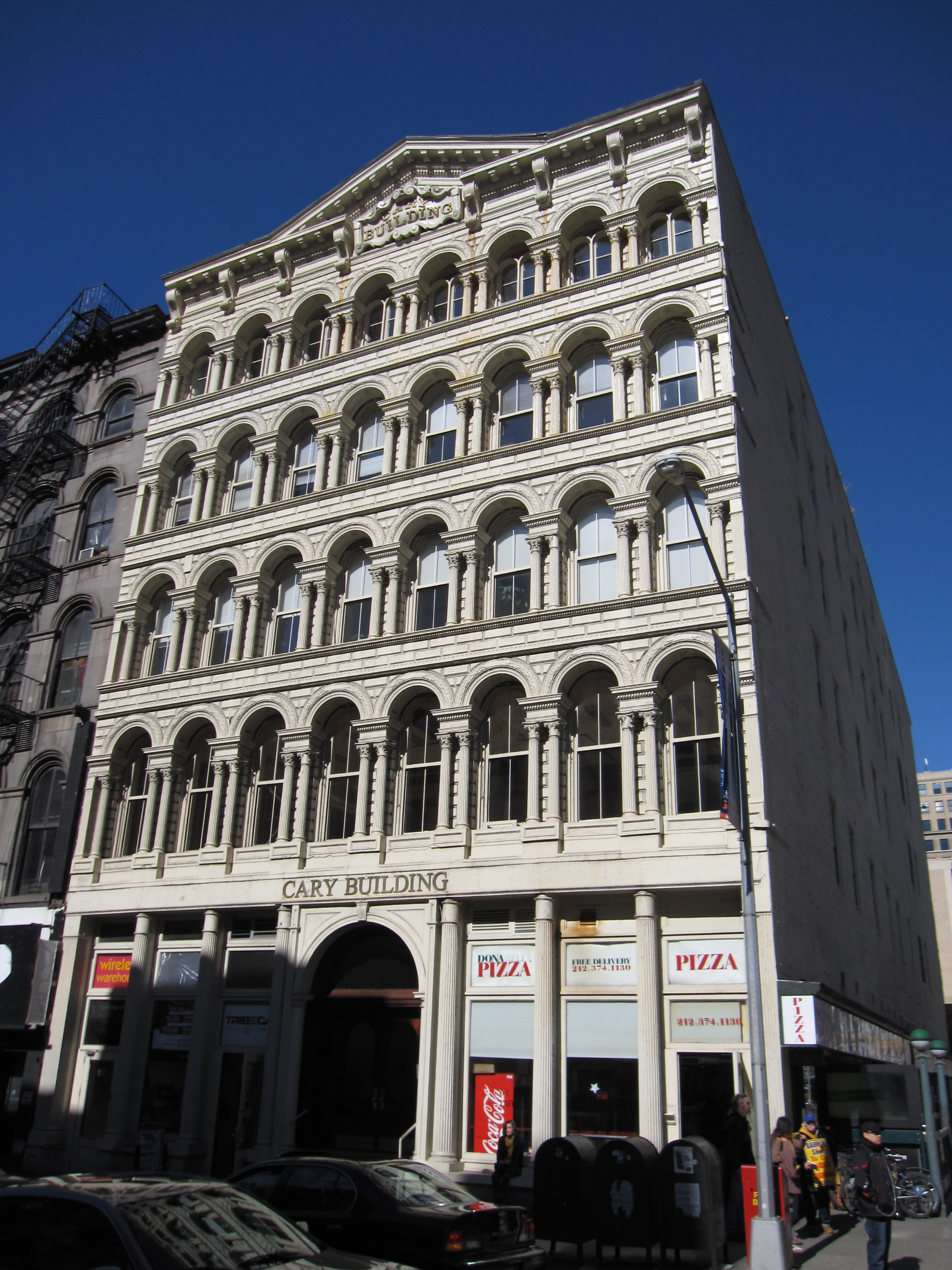
Cary Building de King y John Kellum, 1857

Fue conocido por su arquitectura comercial pionera en Manhattan a través de su asociación con John Kellum, un carpintero de Hempstead, Long Island, quien se convirtió en un distinguido arquitecto por derecho propio. La sociedad de King & Kellum practicó en Brooklyn desde 1846 hasta 1859, principalmente en la calle Fulton; en Nueva York diseñaron el emblemático Cary Building (1857), que atraviesa la manzana entre las calles Chambers y Reade, con dos fachadas que colocaron la tienda de productos secos y el almacén de William H. Cary entre los primeros totalmente de con fachada de hierro fundido en el mundo. Los dos frentes de la planta baja son de grandes ventanas y puertas enmarcadas en esbeltas columnas de hierro fundido; columnas pareadas separan los vanos de las ventanas con arcadas de los pisos superiores, con almohadillado de hierro fundido que originalmente se pintó de color crema caliza y las superficies de pintura húmeda se lijaron mejor para imitar la piedra. El efecto era similar a una porción estrecha de un palacio renacentista veneciano. Cary ya había encargado escaparates de hierro fundido de King & Kellum en las calles Fulton en Brooklyn y en Pearl en Manhattan; los elementos de hierro fundido fueron producidos por Architectural Iron Works de Daniel D. Badger en Manhattan.
Con Kellum como capataz, King construyó el Ayuntamiento de Brooklyn, que se inició en 1845 con el diseño simplificado de King sobre los cimientos que se habían colocado en preparación para un diseño más ambicioso, que se abortó en la crisis financiera del Pánico de 1837 . En la competencia original en 1835, el diseño de King había quedado en segundo lugar. El Ayuntamiento incompleto se inauguró en 1848, antes de que se completara por completo, y sirvió como ayuntamiento durante casi cincuenta años; desde la consolidación con la ciudad de Nueva York en 1898, ha sido el Ayuntamiento del Borough de Brooklyn.

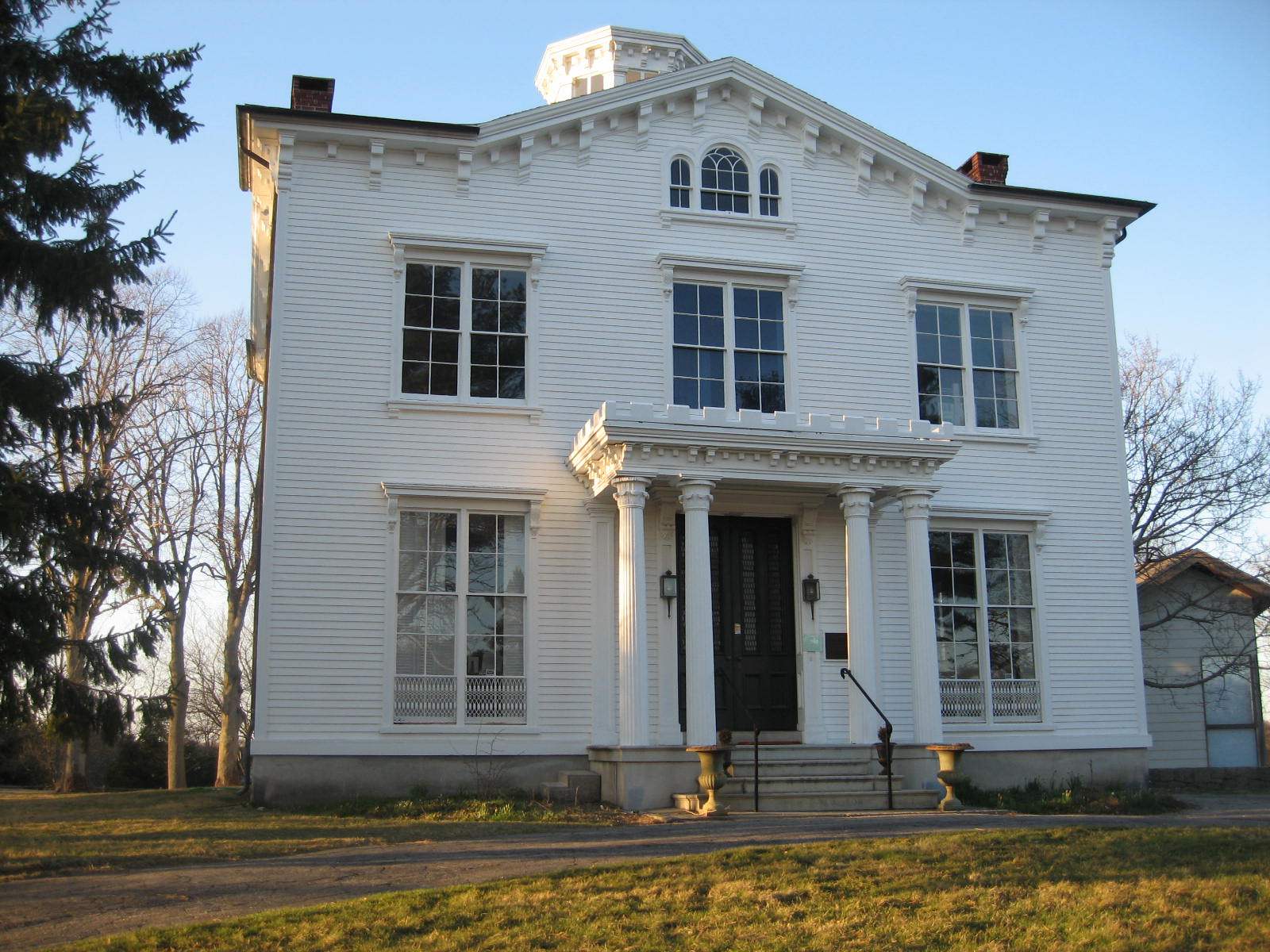
Casa del capitán Nathaniel B. Palmer en Pine Point, Stonington

En Nueva York, King y Kellum construyeron la sencilla Casa de reuniones de amigos de estilo italianizante (1859), en Gramercy Park South, que alguna vez fue supuestamente una parada del ferrocarril subterráneo y ahora alberga la Sinagoga de la Hermandad. La Iglesia Metodista Unida de Washington Square, de estilo neogótico, que fue construida en 1860 y diseñada por Gamaliel King, según la Guía AIA de la ciudad de Nueva York, fue despojada de sus interiores restantes y convertida en condominios en 2006.
En Brooklyn, King diseñó algunas de las mejores iglesias de la ciudad, ejemplificadas hoy en día por la Iglesia reformada holandesa de la calle 12, Park Slope (1868) y el otrora espectacular Palacio de justicia del condado de King con cúpula (1861-5, demolido). Más tarde, en sociedad con William H. Willcox, construyó el Kings County Savings Bank en Williamsburg(h), Brooklyn (terminado en 1868, en pie).
La desaparición del archivo de su oficina significa que no hay forma de evaluar el alcance de su trabajo para clientes privados. Mary M. Thacher supone que tres casas construidas alrededor de Lambert's Cove, Stonington, Connecticut, son las únicas casas documentadas atribuidas a King que siguen en pie en la actualidad. La casa de James Ingersoll Day fue demolida después del huracán de 1938, pero la casa del Capitán Nathaniel B. Palmer en Pine Point y la casa de Stanton, "Linden Hall" permanecen. También es probable que el Cove Lawn no documentado construido en 1856 por el más joven de los tres hermanos Palmer, el Capitán Theodore Dwight Palmer, también fuera diseñado por Gamaliel King. La casa King-Jellison de estilo italiano (1868), en el 330 Engle Street de Tenafly, construida para George B. Jellison, un impresor de la ciudad de Nueva York, que se casó con Sarah King, se atribuye a King.
Además de su carrera como arquitecto, Gamaliel King fue miembro de la Asamblea Estatal de Nueva York (Kings Co.) en 1846 .
Los padres de Gamaliel King fueron Abraham King y Bethia Parshall King de Shelter Island. El 19 de junio de 1819 se casó con Catherine Oliver Snow, hija de John Snow y Catherine Oliver Snow de Brooklyn; con ella tuvo cinco hijos, cuatro de los cuales vivieron hasta la edad adulta. Gamaliel y Catherine King están enterrados en el cementerio Green-Wood.